# بانک صنعتی کره
بانک صنعتی کره (به کره‌ای: 기업은행) بانک کره‌ای است، که اکثریت سهام آن در اختیار دولت کره جنوبی می‌باشد.
بانک صنعتی کره در سال ۱۹۶۱ تأسیس شد و هم‌اکنون توسط وزارت استراتژی و امور مالی جمهوری کره مدیریت می‌شود.
دفتر مرکزی این شرکت در شهر سئول، کره جنوبی قرار دارد و شعبه‌های بین‌المللی آن نیز در شهرهای نیویورک، تیانجین، چینگ‌دائو، هنگ کنگ و توکیو مستقر می‌باشند. بخشی از سهام این بانک در بازار بورس کره معامله می‌شود.